# Топмачтове бомбометання

A-20 топить японський транспорт біля берегів Нової Гвінеї, 1944

Топмачтове бомбометання (англ. skip-bombing) — спосіб бомбардування, що застосовувався  військово-морською авіацією протиборчих сторін для боротьби з надводними судами під час  Другої світової війни, який використовує властивість авіабомб рикошетирувати від водної гладі.

## Специфіка топмачтового бомбометання
Для боротьби з надводними цілями авіація часів Другої світової війни використовувала кулеметно-гарматний вогонь,  торпеди,  авіабомби, а також постановку  морських мін. Використання авіабомб було найбільш безпечним для самої авіації, оскільки бомбометання не вимагало максимального зближення з кораблем, що дозволяло уникнути ефективної (і отже небезпечної для атакуючого літака) протидії з боку корабельної  ППО. Однак бойова ефективність бомбардувальників була, відповідно, нижче, ніж у  торпедоносців - через малі розміри і маневреність морських цілей і низьку точність бомбометання. Використання  пікіруючих бомбардувальників обмежувалося малим радіусом польоту спеціалізованих літаків. Вдалим компромісом, який має високу ефективність удару і порівняльну безпеку для звичайних бомбардувальників, був метод топмачтового бомбометання. Для його нанесення використовувалася особливість авіабомб рикошетирирувати від водної гладі - при досить високій швидкості літака і малій висоті польоту під час скидання бомби, поздовжня вісь якої не встигає відхилитися від горизонталі.

## Методика топмачтового бомбометання
Відомо, що спосіб «стрибаючого» бомбометання використовувався в  1943 -  1943 роках на  Середземноморському театрі бойових дій. У  військово-морської авіації СРСР цей спосіб стали використовувати в кінці 1943 року. Перші бойові застосування топмачтового бомбометання відбувалися на  Чорному морі; в подальшому цей метод був прийнятий на озброєння авіацією  Північного і  Балтійського флотів.
При випробуваннях даного методу зазначалося відсутність суворих закономірностей у польоті бомби після зустрічі з водою, проте було визначено, що з набором висоти вище 15 метрів довжина рикошету скинутої бомби зменшується, а після висоти 40 метрів рикошет зникає зовсім, хоча бомба продовжує зигзагоподібно рухатися в напрямку мети під водою.
Топмачтовики зазвичай прибували в район цілі на висоті 1000-1500 м в загальному бойовому порядку з групами забезпечення. Зближення з метою проводилося пікіруванням до висоти 400-500 м. Потім здійснювався плавний вивід з пікірування з таким розрахунком, щоб літак мав висоту польоту 20-40 м на відаленні від мети 600-1000 м. З цієї дистанції починався бойової курс, на якому літак йшов на підвищеній швидкості протягом 4-5 секунд, після чого бомби скидалися поодиноко або залпом на видаленні 250-300 метрів від цілі. При такій малій висоті скидання авіаційна бомба падає на воду майже горизонтально, рикошетує від неї на висоту 6-8 м і влучає в ціль. Після цього літак «перестрибував» ціль і йшов із зони дії ППО.
Щоб уникнути підриву літака на власних бомбах їх детонатори встановлювалися на уповільнення 4-6 секунд.
Топмачтовий метод мав певні переваги перед низьким торпедометанням: торпеди скидалися на відстані 600-800 метрів від корабля і долали цю відстань за 30-40 секунд; кораблю, за умови своєчасного виявлення моменту скидання торпеди або сліду від неї, іноді вистачало цього часу для успішного здійснення маневру ухилення. При топмачтовому бомбометанні падіння бомби займає всього 2-3 секунди, і ухилитися від неї неможливо. Крім того, скидання бомб можна було робити на максимальній швидкості, що знижувало ймовірність ураження літака засобами ППО, в той час як для уникнення пошкодження торпеди її слід було скидати на швидкостях 230-370 км/год. Полегшувалась робота на бойовому курсі (простіше вводити поправки на швидкість цілі з огляду на малий час падіння бомби); хвилювання моря впливало лише на величину рикошету бомби, тоді як торпедометання при хвилюванні моря понад 4-5 балів неможливо. Крім усього іншого, бомби значно дешевше торпед.
Для використання переваг всіх методів зазвичай застосовувалися комбіновані атаки: наприклад, для знищення  лінкору «Шлезієн» в 1945 р. були задіяні групи по п'ять літаків - чотири топмачтовика з одним торпедоносцем. При цьому топмачтовики йшли першими, відволікаючи на себе вогонь засобів ППО і надаючи торпедоносцю більш сприятливі можливості для атаки.

## Застосування топмачтового бомбометання в радянських ВПС ВМФ
Першого підтвердженого противником успіху радянські топмачтовики домоглися 25 квітня  1944 року. Дві шістки Іл-2 47-го штурмового авіаполку ВПС Чорноморського флоту в 85 милях від  Севастополя (координати 43 ° 55 ' пн. ш. І 32 ° 07 ' сх. д.) атакували  конвой «Zentra-З» в складі: швидкохідні десантні  баржі F333 та F567 (Німеччина) та буксир «Kreutzenstein» з ліхтером «Leo» в охороні мисливців UJ2304, UJ2306 і UJ2308, що вийшов в  Сулину (Румунія).
Вісім Іл-2 діяли з пологого планування з висоти 1200 м з виходом в горизонтальний політ на висоті 100 м, а чотири екіпажі - методом топмачтового бомбометання. В результаті удару ліхтер «Leo» пішов на дно, з тисячі сорока п'яти перевезених солдат були врятовані тільки 750 . Зенітним вогнем ППО ордера два штурмовики були сильно пошкоджені, і один Іл-2 збитий.
Активну участь радянські топмачтовики взяли в знищенні конвою Patria 10 травня 1944 року.
У Червонопрапорному Балтійському флоті перший удар із застосуванням топмачтовиків Іл-2 був проведений 16 травня 1944 року по конвою в 25 км на північ від острова Асер, а на Північному флоті - 13 травня 1944 року по кораблям і транспорту в порту Кіркенес.
16 липня 1944 року четвірка топмачтовиків  A-20 прийняла вирішальну участь у затопленні німецького крейсера ППО «Ніобе» у фінській базі Котка. На завершення комбінованого нальоту дві пари топмачтовиків послідовно атакували вже палаючій корабель і завдали йому фатальні пошкодження.
Для протидії атакам топмачтовиків противником застосовувалися спеціальні міни (аналоги застосовувалися в ВПС РККА -  авіаційні гранати АГ-1 та АГ-2), які викидалися серією по кілька штук вгору прямо по курсу польоту літака і спускалися потім вниз на  парашутах, створюючи пілотам серйозну перешкоду під час прицілювання і атаки цілі.
В радянських авіаційних частинах ВМФ в якості топмачтовиків використовувалися штурмовики Іл-2 та Іл-10, бомбардувальники Іл-4 та  A-20, винищувачі Як-9 та  P-40. 
Відомий випадок топмачтової атаки, виконаної важким чотиримоторний бомбардувальником B-17F «Black Jack» (серійний № 41-24521), що належав 63-й ескадрильї 43-ї бомбардувальної групи 5-ї повітряної армії ВПС США під командуванням капітана Кеннета Д. МакКаллара. Його літак 24 листопада 1942 року в складі ударної групи ескадрильї атакував п'ять японських есмінців, які здійснювали транспортний рейс з Рабаула в  Лае, і скинув на есмінець «Хаясі» в п'яти skip-заходах (з висоти 200-400 футів з рикошетом) десять 250-фунтових бомб, п'ять з яких вразили ціль. Есмінець загорівся і незабаром затонув.
В Японії в якості топмачтовиків застосовувалися палубні винищувачі Mitsubishi A6M «Зеро» з 250-кілограмовою бомбою.